# هاگفوش
شهر هاگفوش (به سوئدی: Hagfors) در ناحیه شهری هاگفوش در کشور سوئد واقع شده‌است. جمعیت این شهر ۸۸۵٫۰۱  نفر است.